# Balilla

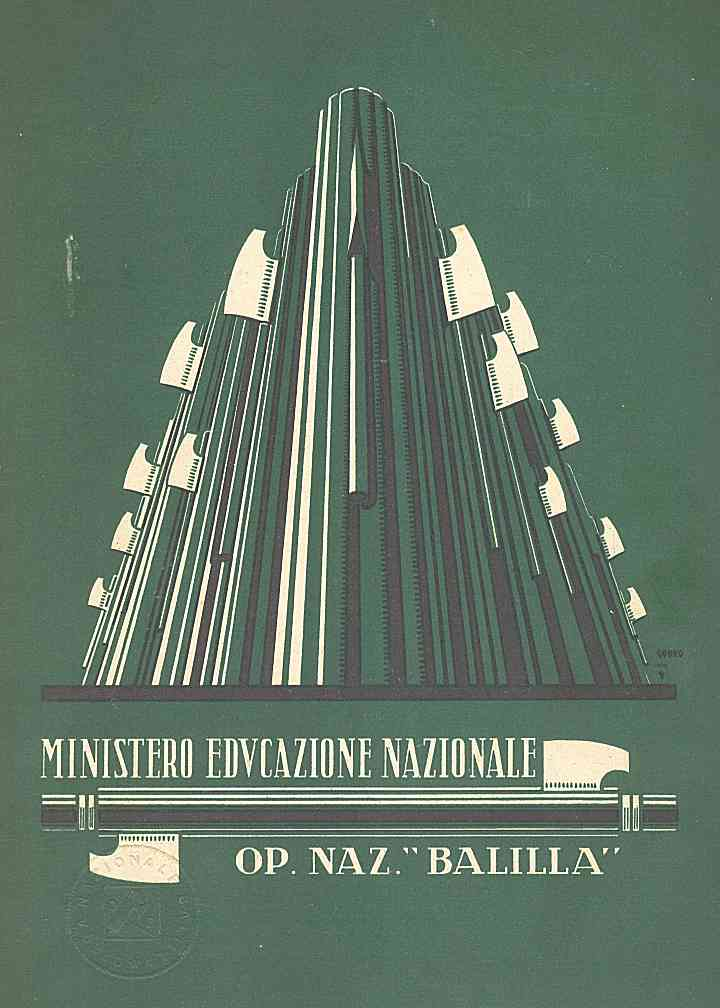
Rapportkort från 1932

Opera nazionale balilla, oftast förkortad till bara balilla, var en fascistisk ungdomsorganisation i Mussolinis Italien och organiserade barn mellan 8 och 13 år. Namnet togs efter en ung pojke, Giovan Battista Perasso, kallad Balilla, som 1746 genom stenkastning gav signal till ett uppror mot österrikarna i Genua.

## Historia
Perasso valdes som förebild för hans förment låga ålder och revolutionära aktivitet, där hans närvaro i kampen mot Österrike fick återspegla fascisternas tidiga ställningstagande och Italiens segar i första världskriget.
Den tidiga fascismen såg sig som en rörelse riktad mot Giolittis liberala stat och dess institutioner, även dess utbildningssystem. Redan 1919 hade Filippo Tommaso Marinetti föreslagit inrättandet av skolor som skulle ingjuta fysiskt mod och patriotism i lärjungarna.
Det var under dessa år som de första fascistiska ungdomsgrupperna bildades (Avanguardia Giovanile Fascista 1919 och Gioventù Universitaria Fascista, GUF, 1922).
Efter marchen mot Rom, som förde Benito Mussolini till makten, började fascisterna att på olika sätt försöka ideologisera det italienska samhället. I detta fick vice statssekreteraren för utbildning, Renato Ricci, uppdrag att ”omorganisera ungdomar från en moralisk och fysisk synvinkel”.

## Struktur
Genom inspiration från Robert Baden-Powell, scoutrörelsens grundare i England, och tyska konstnärer, skapades genom Mussolinis dekret av den 3 april 1926, organisationen Opera Nazionale Balilla, som leddes av Ricci under elva år. Den omfattade barn i åldrarna 8 till 18 år, grupperade som Balilla och Avanguardisti.
Strukturen byggdes upp av Balilla (pojkar) och Piccole Italiane (flickor) – i ålder 8 – 14 år, samt Avanguardisti och Giovani Italiane – i ålder 14 till 18 år. 
Senare kompletterades dessa med Figli della Lupa (med anspelning på myten om Romulus och Remus) för åldrarna 6 till 8 år.
Slutligen bildades grupper för åldrarna 18 till 22 år där studenter i alla former av högre utbildning var inskrivna.